# Claude Friese-Greene
Pour les articles homonymes, voir Friesé et Greene.
Claude Friese-Greene est un directeur de la photographie, producteur et réalisateur britannique né en 1898 mort en 1943. Il est le fils d'un pionnier du cinéma William Friese-Greene.

## Filmographie

### Comme directeur de la photographie
- 1924 : Dance of the Moods
- 1926 : The Open Road
- 1928 : Tommy Atkins
- 1929 : Under the Greenwood Tree
- 1929 : The Romance of Seville
- 1930 : Song of Soho
- 1930 : Elstree Calling
- 1930 : Loose Ends
- 1930 : The Yellow Mask
- 1931 : Cape Forlorn
- 1931 : Uneasy Virtue
- 1931 : The Wife's Family
- 1931 : Poor Old Bill
- 1931 : The Flying Fool
- 1931 : The Shadow Between
- 1932 : Mr. Bill the Conqueror
- 1932 : The Maid of the Mountains
- 1932 : For the Love of Mike
- 1933 : A Southern Maid
- 1933 : The Song You Gave Me
- 1933 : The Pride of the Force
- 1933 : Happy
- 1933 : Fires of Fate
- 1934 : A Political Party
- 1934 : The Old Curiosity Shop (en) de Thomas Bentley
- 1934 : Menace
- 1934 : Give Her a Ring
- 1934 : Girls Will Be Boys
- 1935 : Music Hath Charms
- 1935 : Invitation to the Waltz
- 1935 : Drake of England
- 1935 : I Give My Heart
- 1935 : No Monkey Business
- 1936 : You Must Get Married
- 1936 : The Scarab Murder Case
- 1936 : Public Nuisance No. 1
- 1936 : Gypsy Melody
- 1937 : Our Fighting Navy
- 1937 : Let's Make a Night of It
- 1938 : Star of the Circus
- 1938 : Black Limelight
- 1938 : Jane Steps Out
- 1939 : The Gang's All Here
- 1939 : Murder in Soho
- 1939 : Just Like a Woman
- 1940 : Meet Maxwell Archer
- 1940 : At the Villa Rose
- 1940 : She Couldn't Say No
- 1940 : The Middle Watch
- 1940 : Bulldog Sees It Through
- 1940 : The Flying Squad
- 1941 : The Farmer's Wife
- 1941 : East of Piccadilly
- 1942 : Banana Ridge
- 1942 : Hard Steel
- 1942 : The Great Mr. Handel
- 1944 : On Approval
- 2006 : The Lost World of Friese-Greene (TV)

### Comme producteur
- 1924 : Moonbeam Magic
- 1924 : Dance of the Moods
- 1926 : The Open Road

### Comme réalisateur
- 1924 : Dance of the Moods
- 1926 : The Open Road